# Julio Baylón
Julio Alberto Temistocles Baylón Aragonés (Pisco, 1950. szeptember 10. – Lima, 2004. február 9.) válogatott perui labdarúgó, csatár.

## Pályafutása

### Klubcsapatban
1965 és 1973 között az Alianza Lima labdarúgója volt, ahol egy bajnoki címet szerzett a csapattal. 1973 és 1978 között Nyugat-Németországban szerepelt. Három idényen át a Fortuna Köln, egy szezonon keresztül az FC Homburg, majd újabb egy idényre ismét a Fortuna játékosa volt. 1978 és 1980 között az amerikai Rochester Lancers együttesében játszott.

### A válogatottban
1968 és 1972 között 32 alkalommal szerepelt a perui válogatottban és négy gólt szerzett. Tagja volt az 1970-es mexikói világbajnokságon résztvevő csapatnak.

## Sikerei, díjai
Alianza Lima
- Perui bajnokság
  - bajnok: 1965